# Raison d'être (gruppo musicale)
Raison d'être (stilizzato raison d'être), pseudonimo di Peter Andersson (1973), è un compositore svedese.
Come Raison d'être, Andersson ha pubblicato uno stile musicale lugubre e gotico, che spazia da momenti di forte rumorismo al dark ambient, facendo spesso leva sui campionamenti vocali.

## Carriera
Raison d'être è il progetto musicale più noto di Peter Andersson, compositore che ha anche pubblicato musica a suo nome e usando alias come Grismannen e Dementia. L'artista iniziò a registrare come Raison d'être a partire dal 1991; l'anno seguente uscì la prima uscita con il nuovo alias Après nous le Déluge. Prospectus I del 1993 venne edito dall'etichetta industrial Cold Meat Industry, mentre nel 2000 pubblicò The Empty Hollow Unfolds, uno dei dischi più apprezzati dai suoi fan. Il primo album dal vivo The Luminous Experience uscì nel 2008.

## Discografia parziale
- 1993 - Prospectus I
- 1994 - Enthraled by the Wind of Lonelienes
- 1995 - Within the Depths of Silence and Phormations
- 1997 - In Sadness, Silence and Solitude
- 2000 - The Empty Hollow Unfolds
- 2003 - Requiem for Abandoned Souls
- 2006 - Metamorphyses
- 2009 - The Stains of the Embodied Sacrifice
- 2013 - Collected Works
- 2014 - Mise en Abyme

Demo
- 1992 - Après nous le Déluge

Live
- 2008 - The Luminous Experience
- 2012 - When the Earth Dissolves in Ashes